# علی زید
علی زید (عربی: علي محمد زيد السادة؛ زادهٔ ۲۰ ژانویهٔ ۱۹۶۱) یک بازیکن فوتبال اهل قطر است.

## باشگاهی
از باشگاه‌هایی که در آن بازی کرده‌است می‌توان به العربی قطر اشاره کرد.

## تیم ملی
وی همچنین در تیم ملی فوتبال قطر بازی کرده است.